# Élisabeth Alexandrovna Stroganoff
Pour les autres membres de la famille, voir famille Strogonov.
La baronne Élisabeth Alexandrovna Strogonoff, madame puis comtesse Nicolas Demidoff, est une aristocrate russe née le 5 février 1779 et morte à Paris le 8 avril 1818.

## Biographie
À seize ans, en septembre 1795, elle épouse Nicolas Demidoff en Toscane, créé comte en 1827. Elle lui donne deux fils : le comte Pavel (Paul, 1798-1840) et Anatoly (Anatole, 1812-1869), créé prince de San Donato en 1840.
Nicolas Demidoff entra dans la diplomatie et le jeune ménage s'installa à Paris où tous deux soutinrent ardemment Napoléon Ier. Mais la montée des tensions entre la France et la Russie entraîna le rappel de Nicolas dès 1805. Le couple s'installa d'abord en Italie avant de rentrer en Russie en 1812 et de s'installer à Moscou.
Les deux époux avaient des caractères assez dissemblables et vivaient assez souvent éloignés l'un de l'autre. Belle, légère et gaie, Élisabeth Alexandrovna s'ennuyait avec son mari. Après la naissance d'Anatole en 1812, ils se séparèrent et elle retourna vivre à Paris où elle mourut en 1818. Elle est inhumée au cimetière du Père-Lachaise, à Paris, dans un beau monument à colonnades (architectes Jaunet et Chatillon). Vers 1852, il est déplacé à son emplacement actuel, dans la 19e division,.

## Après sa mort
« Ici reposent les cendres d'Elisabeth Démidoff
née Baronne de Strogonoff. Décédée le 8 avril 1818. » Le gigantesque et somptueux mausolée de la baronne russe Élisabeth Alexandrovna Stroganoff, auquel on parvient par de larges escaliers de pierre, est situé dans la 19e division du cimetière du Père-Lachaise. 
Une interview du conservateur du Père Lachaise par le journaliste Adolphe Brisson, parue dans le quotidien Le Temps en date du 2 novembre 1896, nous éclaire sur la légende de la princesse russe :

« Elle naquit, voilà quelques années, à la troisième page d'un journal boulevardier.
On y racontait, en termes mystérieux, dans le style amphigourique des romans feuilletons, qu'une grande dame moscovite, immensément riche, s'était fait enterrer au Père-Lachaise. On décrivait son monument, une colonne surmontée d'un dôme polychrome et sa chapelle dallée de marbre précieux, et son cercueil en cristal de roche. On ajoutait que la princesse avait déposé son testament chez un notaire de Paris et qu'elle léguait la totalité de sa fortune (approximativement deux millions de roubles) à la personne de bonne volonté qui consentirait, pendant 365 jours et 366 nuits, à s'enfermer auprès de son corps dans la solitude du caveau et à ne s'en éloigner sous aucun prétexte. La princesse désirait être veillée sans interruption ; elle ne s'opposait pas à ce qu'on fît à côté d'elle plantureuse chère, à ce qu'on lût des livres amusants. Mais il ne fallait point la quitter d'une seconde. Elle mettait cette condition expresse à ses libéralités. »

Adolphe Brisson termine ainsi l'article : « Cette fable, renouvelée de Shéhérazade, fut reproduite un peu partout en France, en Europe, en Amérique. Le conservateur a reçu des milliers de lettres lui demandant des renseignements sur la féérique princesse, et s'inquiétant des conditions à remplir pour devenir son héritier. Et l'on continue de lui écrire. ». En 1895, Frédéric Ortoli, journaliste au titre La Tradition, publie une explication similaire dans un article intitulé « Comment se forment les légendes. » décrivant les variations autour de cette légende.
Cette légende urbaine se répand dans la presse occidentale (États-Unis, Belgique, France, Australie...) sous différentes variantes, au fil des décennies.